# Буковниця (Ґостинський повіт)
Буковниця (пол. Bukownica) — село в Польщі, у гміні Кробя Гостинського повіту Великопольського воєводства.
Населення — 304 особи (2011).
У 1975-1998 роках село належало до Лешненського воєводства.

## Демографія
Демографічна структура станом на 31 березня 2011 року:
|          | Загалом | Допрацездатний вік | Працездатний вік | Постпрацездатний вік |
| -------- | ------- | ------------------ | ---------------- | -------------------- |
| Чоловіки | 162     | 51                 | 101              | 10                   |
| Жінки    | 142     | 26                 | 91               | 25                   |
| Разом    | 304     | 77                 | 192              | 35                   |